# 西日本高速道路

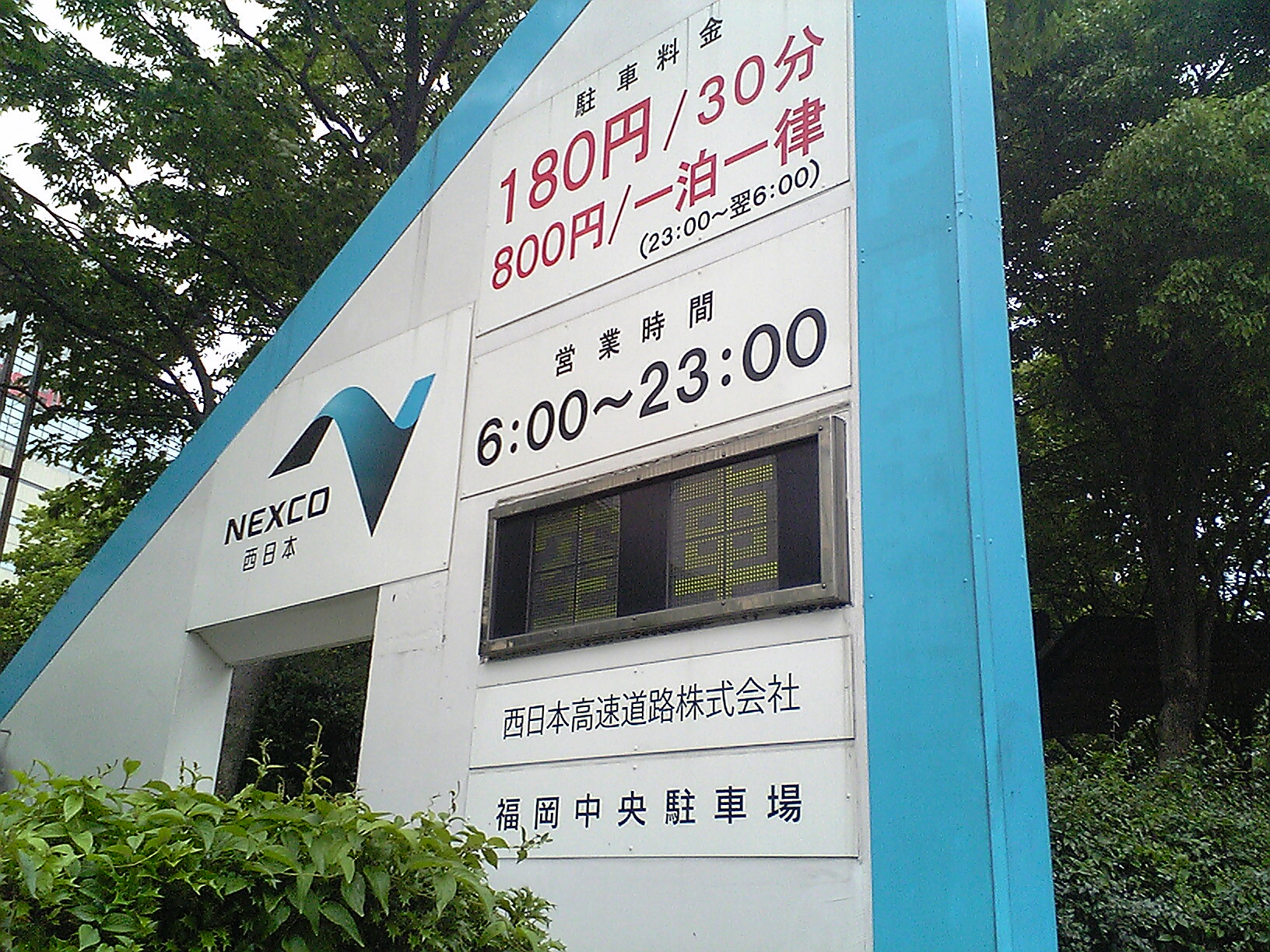
西日本高速道路が管理する福岡中央駐車場（福岡市中央区天神）

西日本高速道路株式会社（にしにほんこうそくどうろ、英: West Nippon Expressway Company Limited）は、高速道路株式会社法に基づき設立された特殊会社。通称はNEXCO西日本（ネクスコにしにほん）。大阪府大阪市北区堂島に本社を置く。NEXCO3社のうちのひとつで、西日本地域の高速道路、自動車専用道路などを管理運営する。

## 会社概要
2005年10月1日設立。
道路関係四公団の民営化方式として採用された上下分離方式において、道路施設の管理運営（いわゆる上の部分）を業務とする。道路施設の保有を目的に設立される独立行政法人日本高速道路保有・債務返済機構から、道路施設を借り受ける形態をとる。高速道路等の新規建設も事業内容に含まれるが、完成した道路は機構が（建設債務も含めて）、保有することになる。
ブランドカラーは「ネクスコ・ブルー」と呼ばれる青色。同社では、西日本・南日本の海と空の明るさをイメージした、鮮やかで清澄感のある青としている。
同社の経営理念は「地域社会と歩む　高速道路を目指して」、またブランドスローガンは「みち、ひと…未来へ。」である。

### 支社
- 関西支社 - 大阪府茨木市
- 中国支社 - 広島県広島市安佐南区
- 四国支社 - 香川県高松市
- 九州支社 - 福岡県福岡市博多区
- 東京事務所- 東京都港区

## 事業範囲
日本国内ではおおむね近畿（三重県を除く）・中国・四国・九州・沖縄において旧日本道路公団（JH）が管理していた高速道路や自動車専用道路を事業範囲とする。事業範囲には福井県の一部（小浜市以西）を含み、滋賀県の一部（東近江市・甲賀市以東）を除く。なお、都市高速道路である阪神高速道路は事業範囲から除外されている。
また、本州四国連絡道路については、民営化当初は本州四国連絡高速道路（株）が運営するが、債務が十分に減少された後に合併することが、道路会社法に記載されている。
高速道路運営ノウハウや非破壊検査技術を生かして、海外事業も展開しており、アメリカ合衆国では道路の点検を請け負っている。

## 管理する路線

ネクスコ各社の管轄図

具体的には、以下の道路が事業範囲となる（高速道路株式会社法第6条に基づき日本高速道路保有・債務返済機構との間に締結された協定による）。境界点の、当社区間に流入する車線にはたいてい「ようこそNEXCO西日本へ」という看板が立っている。
なお、機構との協定とは別に、管理有料高速道路として関門トンネル（国道2号）を当分の間管理することになっている。詳細は維持管理有料制度を参照のこと。また、子会社である芦有ドライブウェイ（株）が道路運送法に基づく一般自動車道である芦有ドライブウェイを管理している。

### 全国道路網

#### 高速自動車国道
- 中央自動車道
  - 西宮線（東近江市から西宮市まで（除八日市IC）） - 名神高速道路
- 近畿自動車道
  - 天理吹田線 近畿自動車道・西名阪自動車道
  - 名古屋神戸線（甲賀市から神戸市まで（含甲賀土山IC）） - 新名神高速道路
  - 松原那智勝浦線 阪和自動車道
  - 敦賀線（三木市から小浜市まで（含小浜IC）） - 舞鶴若狭自動車道
- 中国縦貫自動車道 - 中国自動車道
- 山陽自動車道
  - 吹田山口線 - 山陽自動車道・（播磨自動車道）
  - 宇部下関線 - 山陽自動車道
- 中国横断自動車道
  - 姫路鳥取線 - 播磨自動車道・（鳥取自動車道）
  - 岡山米子線 - 岡山自動車道・米子自動車道
  - 尾道松江線 - 尾道自動車道・松江自動車道
  - 広島浜田線 - 広島自動車道・浜田自動車道
- 山陰自動車道
  - 鳥取益田線 山陰自動車道
- 四国縦貫自動車道 - 徳島自動車道・松山自動車道
- 四国横断自動車道
  - 阿南中村線 - 高松自動車道・高知自動車道
  - 内海大洲線 - 松山自動車道
- 九州縦貫自動車道
  - 鹿児島線 - 九州自動車道
  - 宮崎線 - 宮崎自動車道
- 九州横断自動車道
  - 長崎大分線 - 長崎自動車道・大分自動車道
  - 延岡線 - 九州中央自動車道（嘉島JCT-益城TB間のみ）
- 東九州自動車道 - 東九州自動車道
- 関西国際空港線 - 関西空港自動車道
- 関門自動車道 - 関門橋
- 沖縄自動車道 - 沖縄自動車道

高速自動車国道のうち、中国横断自動車道姫路鳥取線や山陰自動車道長門美祢線、九州横断自動車道延岡線（九州中央自動車道の嘉島JCT-益城TB間を除く）は、機構との協定の対象にされていない。これは、国幹会議で整備計画が策定されている区間がまったくないか、または新直轄方式の採用により事業主体が国である区間のみとなっているためである。

#### 一般有料道路（すでに開通している高規格幹線道路に接続する路線）
A'は、高速自動車国道に並行する一般国道自動車専用道路。Bは、一般国道自動車専用道路。
- 綾部宮津道路（京都縦貫自動車道・国道478号、B）
- 丹波綾部道路（京都縦貫自動車道・国道478号、B）
- 京都第二外環状道路（京都縦貫自動車道、京滋バイパス・国道478号、B）
- 京都丹波道路（京都縦貫自動車道・国道478号、B）
- 京奈道路（京奈和自動車道・国道24号、B）
- 湯浅御坊道路（国道42号 A'）
- 安来道路（山陰道・国道9号 A'）
- 江津道路（山陰道・国道9号 A'）
- 広島岩国道路（国道2号 A'）
- 今治小松道路（今治小松自動車道、国道196号、B）
- 椎田道路（東九州自動車道、国道10号、A'）
- 宇佐別府道路（東九州自動車道、国道10号 A'）
- 武雄佐世保道路（西九州自動車道・国道497号、B）
- 佐世保道路（西九州自動車道・国道497号、B）
- 延岡南道路（東九州自動車道、国道10号、A'）
- 隼人道路（東九州自動車道、国道10号 A'）
- 八代日奈久道路（南九州西回り自動車道・国道3号、B）
- 鹿児島道路（南九州西回り自動車道・国道3号、B）
- 京滋バイパス（国道1号）
- 第二京阪道路（国道1号）
- 堺泉北道路（国道26号）
- 南阪奈道路（国道165号）
- 第二阪奈道路（国道163号）
- 第二神明道路（国道2号）
- 関西国際空港連絡橋（国道481号）（2009年4月28日までは関西国際空港株式会社が管理）
- 広島呉道路（国道31号）
- 日出バイパス（国道10号）
- 長崎バイパス（国道34号）
- 八木山バイパス（国道201号）

#### その他自動車交通施設
- 福岡中央自動車駐車場

## 不祥事
- 同社に2013年から勤務していた（前身の日本道路公団時代を含む）男性が、2015年2月に同社の寮で自殺。この男性は、第二神明道路事務所に2014年10月に異動後、橋の補強や撤去工事など未経験の業務をさせられた上、最長で月に約178時間の時間外労働を強いられたほか、約36時間連続の勤務もあったことで、鬱病を発症していたとされる。神戸西労働基準監督署は2015年12月に男性を労災と認定したが、男性の遺族は、同社が社員の勤務実態を把握しておらず、長時間労働を減らす対策を怠ったことが自殺に繋がったとして、2017年2月16日に同社の本社人事部長や関西支社長、第二神明道路事務所長らを神戸地方検察庁に刑事告訴した[5]。その後、同社の酒井和広社長は2018年10月31日に、業務軽減措置が不十分だったと責任を認めた[6]。一方、告発されていた男性の上司らは書類送検されたものの、2018年11月16日に同地検は上司らを不起訴処分としており、遺族らは検察審査会に審査を申し立てるとしている[7]。
- 2018年、ETCを使っての支払いにおいて、二重に徴収していた件が発覚するも、利用者が気付いて申告しない限り返金しないとしたため問題となった[8]。

## 現在の主な関連企業

### 連結子会社

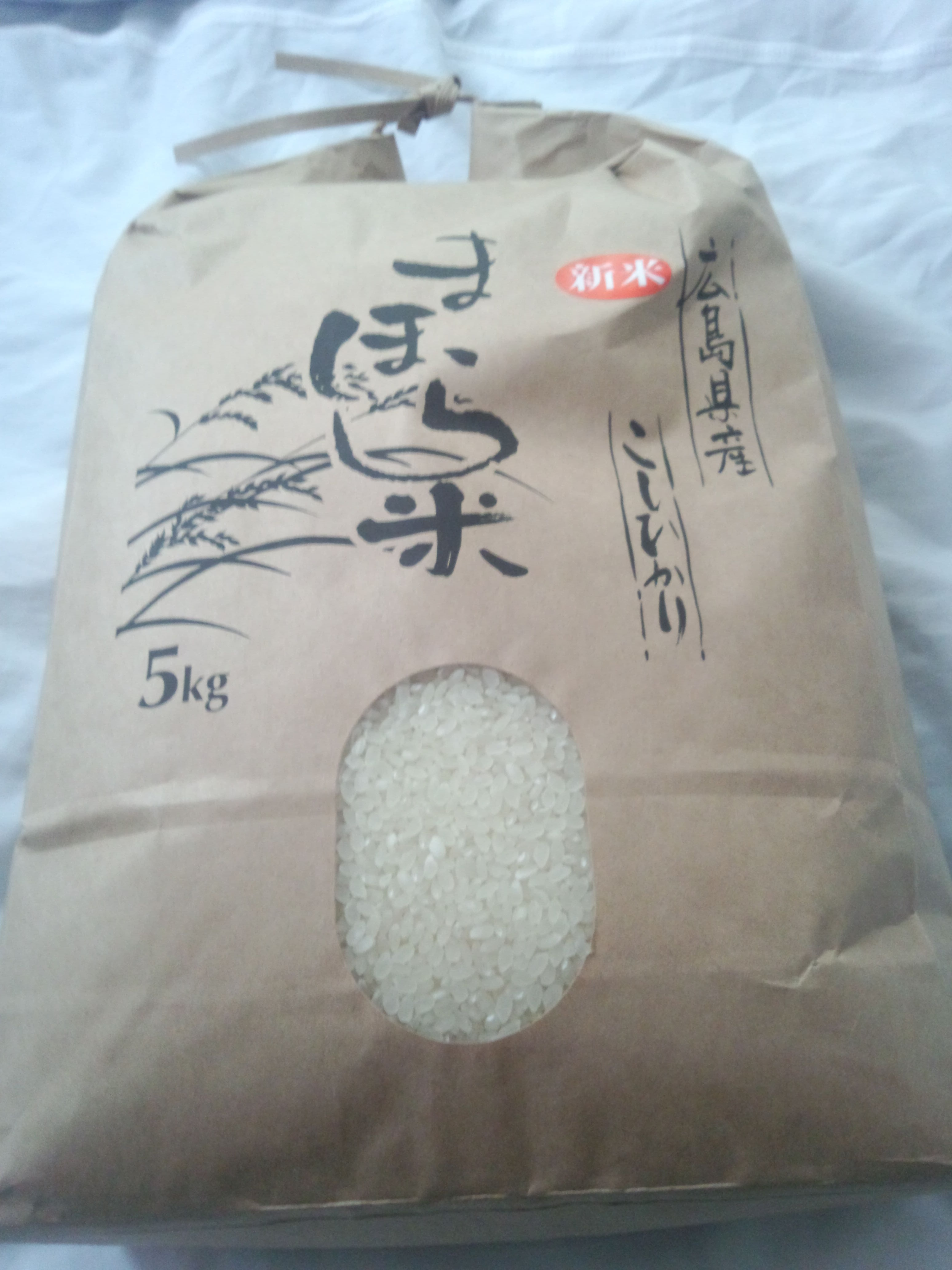
西日本高速道路エンジニアリングが生産販売を行っている、まほら米

2020年時点、グループ全体の連結子会社は27社となっている。
- 西日本高速道路サービス関西（関西支社管内の料金収受をする企業）
- 西日本高速道路サービス中国（中国支社管内の料金収受をする企業）
- 西日本高速道路サービス四国（四国支社管内の料金収受・交通管理をする企業）
- 西日本高速道路サービス九州（九州支社管内の料金収受をする企業）
- 西日本高速道路総合サービス沖縄（沖縄管理事務所管内の料金収受・交通管理・土木/施設工作物の設計・維持修繕作業・点検管理をする企業）
- 西日本高速道路パトロール関西（関西支社管内の交通管理をする企業）
- 西日本高速道路パトロール中国（中国支社管内の交通管理をする企業）（2014年7月1日設立[9]）
- 西日本高速道路パトロール九州（九州支社管内の交通管理をする企業）
- 西日本高速道路ビジネスサポート（不動産管理をする企業）
- 西日本高速道路エンジニアリング関西（関西支社管内の土木構造物の設計・点検管理、電気・機械施設の設計・維持修繕作業・点検管理をする企業）
- 西日本高速道路エンジニアリング中国（中国支社管内の土木構造物の設計・点検管理、電気・機械施設の設計・維持修繕作業・点検管理をする企業）
- 西日本高速道路エンジニアリング四国（四国支社管内の土木構造物、電気・機械施設の設計・維持修繕作業・点検管理をする企業）
- 西日本高速道路エンジニアリング九州（九州支社管内の土木構造物の設計・点検管理、電気・機械施設の設計・維持修繕作業・点検管理をする企業）
- 西日本高速道路ファシリティーズ（建築・通信施設の設計・施工・点検管理をする企業）
- 西日本高速道路メンテナンス関西（関西支社管内の土木構造物の維持修繕作業をする企業）
- 西日本高速道路メンテナンス中国（中国支社管内の土木構造物の維持修繕作業をする企業）
- 西日本高速道路メンテナンス九州（九州支社管内の土木構造物の維持修繕作業をする企業）
- 西日本高速道路サービス・ホールディングス（サービスエリア・パーキングエリア内商業施設を管理する企業）
- 西日本高速道路ロジスティックス（西日本高速道路管内のSA・PAにおける一部売店・飲食店の運営、情報案内所の運営を行う企業）
- 芦有ドライブウェイ（芦有ドライブウェイを管理する企業）
- 西日本高速道路リテール（サービスエリア・パーキングエリア内商業施設の店舗運営をする企業）
- NEXCO-West USA, Inc.（橋梁の点検をする企業）
- 富士技建（道路・附帯する施設の維持修繕工事・補修技術開発をする企業）
- NEXCO西日本コンサルタンツ（元ドーユー大地、2016/12/1より改名。橋梁・道路および附帯する施設の調査設計をする企業）

### 持分法適用会社
2020年時点で、グループ全体の持分法適用会社は7社となっている。
- 高速道路総合技術研究所（東日本・中日本・西日本高速道路共通の研究機関　2007年4月2日中日本高速道路中央研究所から独立）
- NEXCOシステムソリューションズ（東日本・中日本・西日本高速道路共通のシステム開発する企業）
- 高速道路トールテクノロジー（東日本・中日本・西日本高速道路共通の料金システムの開発・保守、料金収受機械の点検管理をする企業）
- NEXCO保険サービス（東日本・中日本・西日本高速道路共通の保険代行業務をする企業）
- 九州高速道路ターミナル（九州支社管内のトラックターミナルを運営する企業）
- 日本高速道路インターナショナル（東日本高速道路、中日本高速道路、西日本高速道路、首都高速道路、阪神高速道路共同の海外事業会社）

## 過去の主な関連企業
- ハープス（サービスエリア・パーキングエリア内商業施設の店舗運営をする企業）（2014年7月1日付で下記の「ボーチェ・オアシス」「クレッセ」の2社を吸収合併し、「西日本高速道路リテール」に社名変更）
- ボーチェ・オアシス（サービスエリア・パーキングエリア内商業施設の店舗運営をする企業）（2014年6月30日をもって解散）
- クレッセ（サービスエリア・パーキングエリア内商業施設の店舗運営をする企業）（2014年6月30日をもって解散）

## テレビ番組
- 日経スペシャル ガイアの夜明け 日本の動脈に商機あり～民営化2年･･･サービスエリアの攻防～（2008年2月5日、テレビ東京）[10] - サービスエリア改革を取材。

## CM出演者など
- 芦田愛菜 - 高速道路リニューアルプロジェクト
- オバチャーン - 同上

## 提供番組
- NEXCO西日本 Drive Porter Radio -2021年まで放送していた エフエム大阪制作のラジオ番組で福井県・近畿（三重県を除く）・中国・四国・九州・沖縄県のJFN系列局で放送。
- NEXCO西日本 Drive. Escort - 2021年まで中国放送（RCCラジオ、制作幹事局）・RSK山陽放送（RSKラジオ）・山口放送（KRYラジオ）で放送。
- 旬ハイウェイ - 福岡放送・読売テレビで放送。福岡放送は2013年、読売テレビは2020年終了。
- ほな行こCar!～寄りみちドライブ～ - ABCテレビで放送。